# Гладис Вест
Гладис Вест (енгл. Gladys West; 1930) је афро—америчка математичарка позната по математичком моделирању облика Земље и по свом раду на развоју сателитских геодезијских модела који су на крају уграђени у Глобални систем за позиционирање (ГПС). Вест је 2018. године уврштена у Кућу славних ваздухопловних снага Сједињених Држава.

## Биографија
Вест је рођенa као Гладис Мaje Браун у Вирџинији. Њена породица била је афроамеричка породица која се бавила пољопривредом.  Њена мајка је радила у фабрици дувана, а отац је био пољопривредник који је такође радио за железницу. Вест је рано схватила да не жели да ради на дуванским пољима или фабрикама као што је остатак њене породице и одлучила је да јој образовање буде излаз.
Као одлична средњошколка, добила је стипендију за Унивезитет у Вирџинији. Вест је дипломирала 1948. године. Мастер студије математике је завршила 1955. године и после тога је радила као професорка.

## Каријера
Године 1956. Вест је ангажована да ради у морнаричком истраживачком полигону у Далгрену (данас се назива Морнарички центар за површинско ратовање), где је била друга црна жена икад ангажована и једна од само четири црначке службе. Вест је била програмерка у Одељењу морнаричког хемијског ратовања Далгрен за велике рачунаре и менаџерка пројеката за системе за обраду података који се користе у анализи сателитских података. Истовремено, Вест је магистрирала у јавној администрацији на Универзитету у Оклахоми.
Почетком 1960-их учествовала је у награђиваној астрономској студији која је доказала правилност Плутоновог покрета у односу на Нептун. Након тога, она је почела да анализира податке са сателита, састављајући висинске моделе облика Земље. Постала је менаџерка пројекта за радарску алтиметрију пројекат: први сателит који би могао даљински да детектује океане.
Од средине 1970-их до 1980-их, Вест је програмирала ИБМ рачунар да испоручује све прецизније прорачуне за моделирање облика Земље - елипсоида са неправилностима, познатог као геоид. Генерисање изузетно тачног модела захтевало је од ње да користи сложене алгоритме да би се рачунале разлике у гравитационим, плимним и другим силама које искривљују облик Земље. Њени подаци коначно су постали основа за Глобални систем за позиционирање (ГПС).
Вест је 1986. објавила спецификације система за обраду података за Геосат Сателитски радарски висиномер, технички извештај са 51 странице Центра за морнаричко површинско оружје (НСВЦ). Водич је објављен како би објаснио како повећати тачност процене висина геоида и вертикалног одклона, важних компоненти сателитске геодезије. То је постигнуто обрадом података створених из радиомометра на сателиту Геосат, који је ушао у орбиту 12. марта 1984.
Вест је радила у Далгрену 42 године, а пензионисала се 1998. године. Након одласка у пензију, завршила је свој докторат.